# Marc Auli
Marc Auli (en llatí Marcus Aulius) va ser prefecte dels aliats romans durant la Segona Guerra Púnica. Va morir en una batalla en la qual Claudi Marcel va ser derrotat per Hanníbal l'any 208 aC.